# Ужас Истфилда. Первое изгнание
«Ужас Истфилда. Первое изгнание» (Godless: The Eastfield Exorcism) — австралийский фильм ужасов 2023 года,  снятый режиссёром Ником Козакисом по сценарию  Александра Англисса-Уилсона. Главную роль исполнила актриса Джорджия Эйерс.
Фильм был отмечен призом зрительских симпатий на Международном фестивале фантастических фильмов в Каталонии. У него 100-процентный рейтинг одобрения на сайте-агрегаторе рецензий Rotten Tomatoes на основе шести отзывов профессиональных кинокритиков.